# 광화문시네마
광화문시네마는 대한민국의 영화 제작사이자 창작집단이다. 한국예술종합학교 대학원 동기인 김태곤, 권오광, 우문기, 이요섭, 전고운과 김지훈 프로듀서가 설립하였다.  《1999, 면회》 (2013)를 시작으로, 4편의 장편 영화를 제작하였다.

## 영화
| 개봉 | 영화            | 감독   | 각본          | 배급                  | 관객수 |
| ---- | --------------- | ------ | ------------- | --------------------- | ------ |
| 2013 | 《1999, 면회》  | 김태곤 | 김태곤 전고운 | 인디스토리            | 3,405  |
| 2014 | 《족구왕》      | 우문기 | 김태곤 우문기 | KT&G 상상마당         | 47,320 |
| 2016 | 《범죄의 여왕》 | 이요섭 | 이요섭 전고운 | 콘텐츠판다 더콘텐츠온 | 43,866 |
| 2018 | 《소공녀》      | 전고운 | 전고운        | CGV 아트하우스        | 59,685 |

## 수상
| 연도 | 상         | 부문   | 결과 |
| ---- | ---------- | ------ | ---- |
| 2017 | 들꽃영화상 | 특별상 | 수상 |